# Màcar (mitologia)
Segons la mitologia grega, Màcar (en grec antic: Μάκαρ o Μακαρεύς) va ser un dels Helíades, un dels fills d'Hèlios i de Rode. Alguns autors l'anomenen Macareu, en lloc de Màcar. De vegades es deia que era fill de Crínac, que al seu torn era fill de Zeus, i el feien nascut a Òlenos, a Acaia.
Després de matar el seu germà Tènages va fugir de Rodes i es va refugiar a Lesbos, al capdavant d'una tribu de jonis i altres colons que procedien de diversos llocs. Allà va aconseguir prosperar i sotmetre a les illes veïnes, que en la seva major part estaven deshabitades. Es va convertir en el rei de l'illa, segons diu Homer, i de les illes properes. En aquella època va arribar a l'illa el fill de Làpites, Lesbos, que per obeir un oracle, va anar a establir-se a l'illa amb la seva gent. Lesbos es va casar amb la filla de Màcar, Metimna, epònima de la ciutat de Metimna. Màcar va tenir una altra filla, Mitilene, també epònima de Mitilene. Els jonis de Màcar i els tessalis de Lesbos van habitar l'illa plegats. Després l'heroi Lesbos va donar nom a l'illa.